# Khilderic III
Khilderic III (714 - voltants del 754), anomenat l'Idiota o el Rei Fantasma, rei dels Francs, va ser el catorzè i darrer rei de la dinastia merovíngia.

## Biografia
El tron havia estat vacant durant set anys quan el majordom de palau, Carloman, i Pipí el Breu, decidiren en 743 reconèixer Kilderic com rei. Ni el seu llinatge ni la seva relació a la família Merovíngia són coneguts amb certesa. Pot haver estat el fill de Khilperic II.

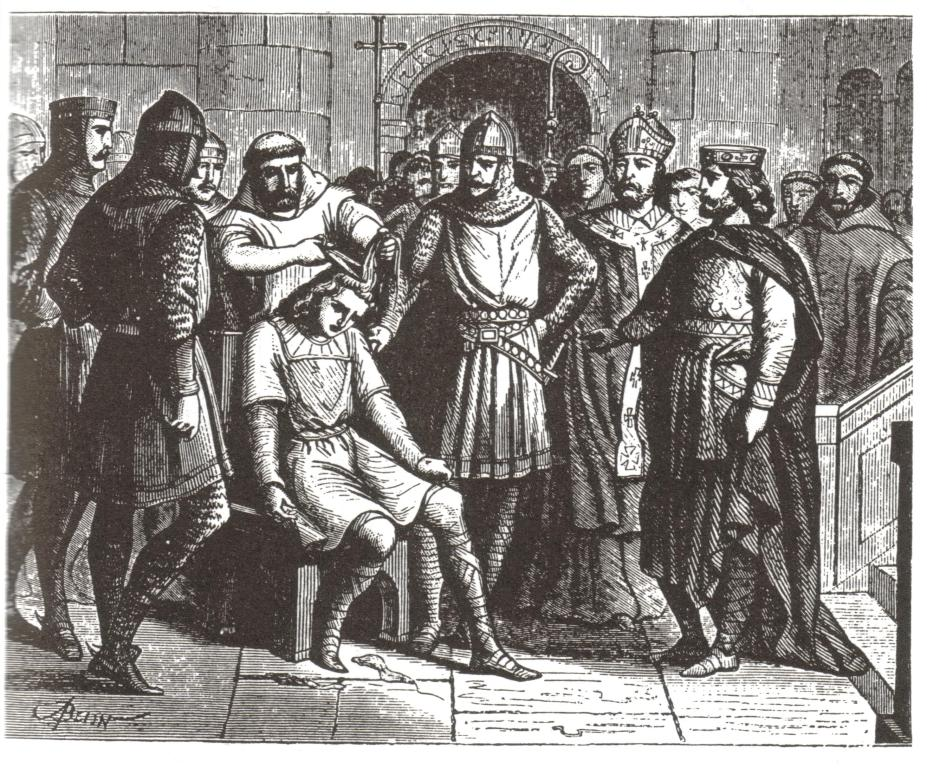
La destitució de Kilderic III

No va prendre part en cap afer públic, que no fos dirigit pels majordoms de palau. Quan, en 747, Carloman es retirà a un monestir, Pipí decidí prendre la corona reial. Pipí envià cartes al papa Zacaries I, preguntant si el títol de rei pertanyia a aquell que havia exercit el poder o aquell amb el llinatge reial. El papa respongué que el poder reial hauria de tenir el títol reial també. En 751, Kilderic fou destronat i tonsurat, deposit et detonsit, a les ordres del successor de Zacaries, Esteve II, perquè, segons Einhard, quia non erat utilis, "no era útil". Els seus cabells llargs eren el símbol de la seva dinastia i dels drets reials (alguns diuen poders màgics); tallant-los, el despullaven de totes les prerrogatives reials. En 752, ell i el seu fill Theuderic es traslladen a l'abadia de Sant Bertí, encara que alguns diuen que ell va anar a Saint-Omer i Teodoric a Saint-Wandrille. Morí aproximadament quatre anys més tard. Sota el carolingis rebé mala premsa, sent anomenat un rex falsus, rei fals, malgrat el fet que era Pipí qui li havia usurpat el tron.